# Ostankinskajatårnet
Ostankinskajatårnet (russisk: Останкинская телебашня, tr. Ostankinskaja telebasjnja) er et tv- og radiotårn i Moskva. Det er 540 meter højt, hvilket gør det til det højeste tårn og fritstående bygningsværk i Europa. 
Byggeriet blev påbegyndt i 1963, og tårnet stod færdigt i 1967. Det var verdens højeste tårn og fritstående struktur indtil CN Tower i Canada blev indviet i 1976. 
Behovet for TV-sendere gjorde, at der blev bygget høje TV-tårne i mange lande, blandt andet i Østblokken, som dog ikke blev bygget lige så høje som det i Moskva. Tårne på over 300 meter blev blandt andet bygget i Kiev, Tasjkent, Almaty, Riga, Vilnius, Tallinn, Jerevan, Sankt Petersborg og Baku.

## Ulykker
Tårnet brød i brand den 27. august 2000 og tre personer omkom. Ilden brød ud 93 meter over observationsplatformen, hvilket gjorde evakuering af besøgende og personale nødvendigt. 
Den 1. juli 2004 kom den østrigske faldskærmsudspringer Christina Grubelnik til skade, da hun ramte tårnet under et spring.
Den 25. maj 2007 brød tårnet igen i brand, ingen mennesker kom til skade. Årsagen til brandene formodes at være kortslutninger i gammelt elektronik. 